# Garhakota
Garhakota é uma cidade e um município no distrito de Sagar, no estado indiano de Madhya Pradesh.

## Geografia
Garhakota está localizada a 23° 46′ N, 79° 09′ L. Tem uma altitude média de 373 metros (1223 pés).

## Demografia
Segundo o censo de 2001, Garhakota tinha uma população de 26 877 habitantes. Os indivíduos do sexo masculino constituem 52% da população e os do sexo feminino 48%. Garhakota tem uma taxa de literacia de 67%, superior à média nacional de 59,5%: a literacia no sexo masculino é de 77% e no sexo feminino é de 57%. Em Garhakota, 16% da população está abaixo dos 6 anos de idade.